# Івано-Франківська спеціалізована школа № 5
Івано-Франківська спеціалізована загальноосвітня школа №5  — школа з поглибленим вивченням німецької мови

## Історія школи
СШ № 5 є однією з найстаріших у місті Івано-Франківську.
Будівля, в якій знаходиться школа, була зведена у 1897 р. для Скарбової дирекції. У 1913 р. для Скарбової дирекції було збудоване нове приміщення (тепер вул.Грушевського, 31), де у корп. №1  розмістили військові казарми, а в корп. № 2 - тютюнову монополію. В 1939-1941 рр. тут знаходились НКВС та Гестапо.
Школа № 5 не раз змінювала свою адресу. Спочатку у 1945 році  вона знаходилася по вул . Мельничука (де зараз Економіко-правничий інститут). Тоді в школі навчалися лише хлопці.  1955 року школу було переведено на вул. Шопена, 1 (зараз корпус Івано-Франківського технічного університету нафти і газу). У 1962 році рішенням виконавчого комітету Станіславської обласної Ради депутатів трудящих від 9.06.1962 р. навчальний заклад повністю перейшов у нове приміщення по вул. Франка,19, отримавши статус школи з продовженим днем.
На освітянській ниві 60-х тут працювали майстри педагогічної справи Козак Анастасія Авксентіївна, заслужений вчитель України Ганна Петрівна Бабенко, Феодосія Степанівна Ланова, Раїса Марківна Шевченко-Ігуменцева, Раїса Юхимівна Салій, Микола Іванович Мукосій, Стефанія Миронівна Макарчук, Василь Фащук. 
У 1961 році  школа набула нового спрямування як навчальний заклад, ставши спеціалізованою школою з поглибленим вивченням німецької мови. Відкриття класів з поглибленим вивченням німецької мови стало новою сторінкою в історії школи. Ініціатором цієї справи була Ярославська Міра Абрамівна – фахівець німецької мови, здібний педагог, неповторний методист і керівник, яка до кінця життя очолювала роботу кафедри вчителів німецької мови. 
В ці роки школа набирає все більшої ваги в місті. Кожна інтелігентна сім'я вважає за честь віддати на навчання своїх дітей саме у школу №5.
З 1995 року школа почала активно займатись організацією міжнародних зв’язків з навчальними закладами, організаціями та товариствами Австрії та Німеччини.
У 1999 році налагоджені партнерські двохсторонні зв’язки з Тюрінгською гімназією Рьон м.Кальтензундгайма. В даний час школа активно співпрацює з інститутом ім.Гете (Німецьким культурним центром), Педагогічною службою обміну при Міністерстві освіти ФРН, Товариством галицьких німців, Українсько-Австрійським бюро кооперації у справах освіти, науки та культури, Реальною гімназією міста Берндорфа (Австрія), Асоціацією українських германістів, гімназією ім.Теодора Гойса м.Нордлінгена з Баварії.
З 2006 року школа розпочала тісну співпрацю з Центральною службою з питань освіти за кордоном при Міністерстві закордонних справ ФРН та з її допомогою впроваджує навчальну програму, яка готує учнів старшої школи до екзамену на Німецький мовний диплом рівня С1.

## Профіль школи
Поглиблене вивчення німецької мови в 1—12-х класах з поділом на три групи, англійської (з 2-го класу) та польської мов (з 10-го класу). 
Цикл профільних предметів: німецька мова, німецька література (на німецькій мові), ділова німецька мова, країнознавство (на німецькій мові), англійська мова.

## Нагороди школи
Лауреат Всеукраїнського конкурсу ”100 найкращих шкіл України-2006” в номінації „Школа успіху”;
Дипломант незалежного рейтингу «Ділова Івано-Франківщина -2009» за вагомий внесок у зростанні іміджу Івано-Франківської області на загальноукраїнському та міжнародних рівнях.
Неодноразово педагогічний та учнівський колективи нагороджувались грамотами Управління освіти і науки Івано-Франківської обласної державної адміністрації та Івано-Франківської обласної ради у 2003, 2004, 2005, 2006, 2007, 2008, 2009, 2010 навчальних роках, в тому числі:
з нагоди 60-річчя навчального закладу,
за високі досягнення у роботі педколективу,
за підготовку переможців III і IV етапів Всеукраїнських учнівських олімпіад.

## Відомі випускники
Випускниками школи є цілі покоління мешканців міста, серед яких академіки і професори, письменники і поети, художники і музиканти, народні депутати і державні управлінці всіх рівнів, керівники і менеджери підприємств та установ, які успішно реалізували себе як в Україні, так і за кордоном.
- Андрухович Юрій Ігорович — письменник-постмодерніст
- Баранкевич Галина Євгенівна — акторка, співачка, заслужена артистка України
- Боднар Левко — композитор, музикант
- Вакалюк Ігор — доктор медичних наук, професор
- Нейко Василь — доктор медичних наук, професор
- Волосянко Богдан — доцент медичної академії, заслужений працівник культури України
- Герушинський Зіновій — ректор Львівського лісотехнічного університету
- Дмитрів Лідія — заслужений лікар України
- Проців Ярема — фотохудожник
- Прохасько Тарас Богданович — письменник
- Роп'яник Ігор Остапович — художник, журналіст
- Сьома Роксолана Богданівна — письменниця
- Чорногуз Олег Федорович — письменник-сатирик